# Amadeo Vives

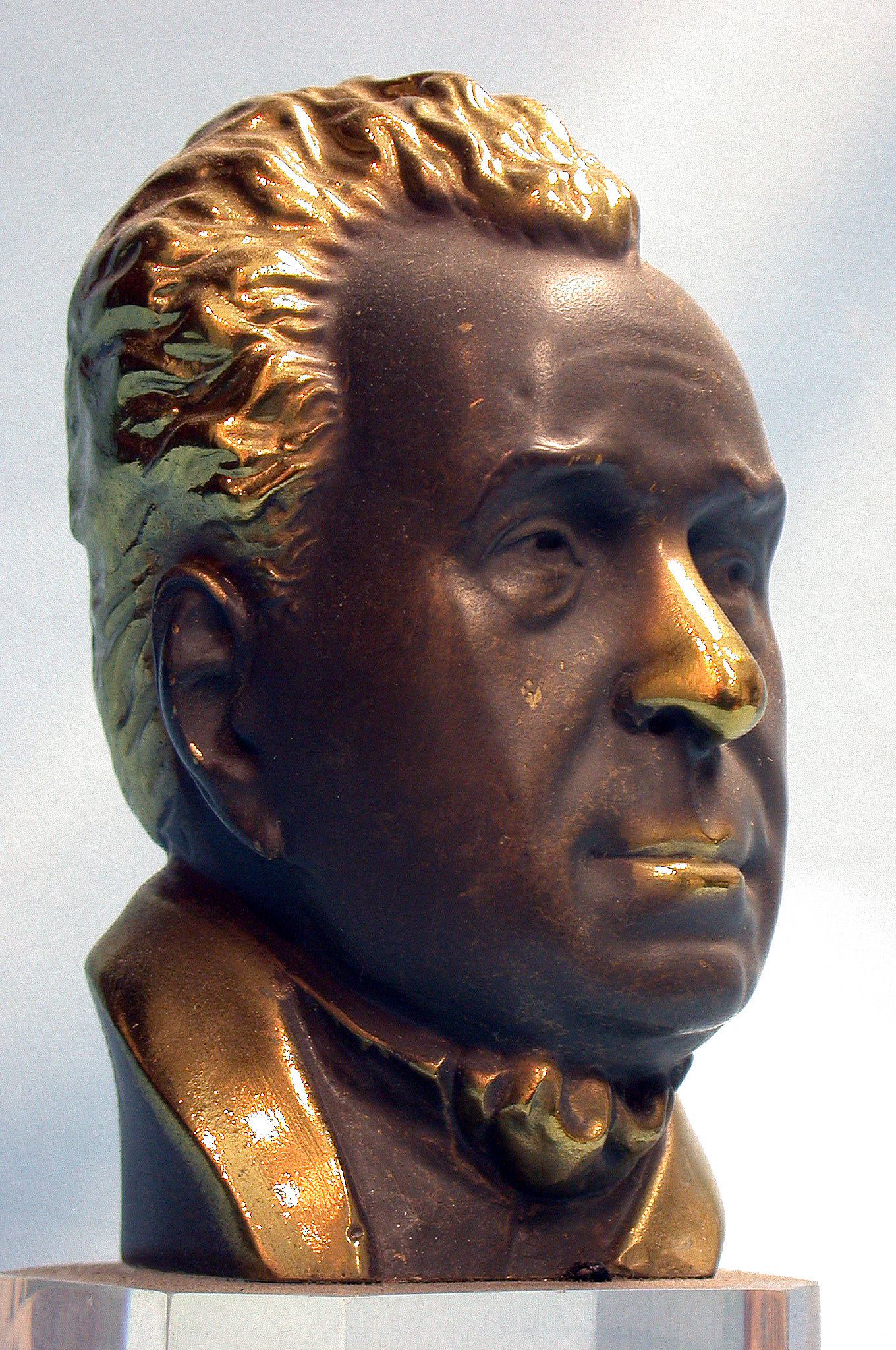
Amadeo Vives

Amadeo Vives, född 18 november 1871, död 1 december 1932, var en spansk tonsättare. Han gjorde nästan 100 lätta operor, bland annat Maruxa (1914) och Doña Francisquita (1923).